# Gustave Debersé
Gustave Émile Debersé, né le 15 août 1874 à Jemappes et y est mort le 17 juin 1947, est un homme politique belge catholique wallon.
Agriculteur de profession, il est élu conseiller communal (1907), bourgmestre (1908-1921) et échevin (1923-27) de Jemappes, conseiller provincial (1925-29) de la province de Hainaut, député de l'arrondissement de Mons (1929-32 ; 1936-46) et sénateur provincial de la province de Hainaut (1934-36), en suppléance de Octave Leduc, démissionnaire.

## Sources
- sa bio sur ODIS